# Rüti (Svizzera)
Rüti (toponimo tedesco) è un comune svizzero di 12 086 abitanti del Canton Zurigo, nel distretto di Hinwil; ha lo status di città.

## Monumenti e luoghi d'interesse

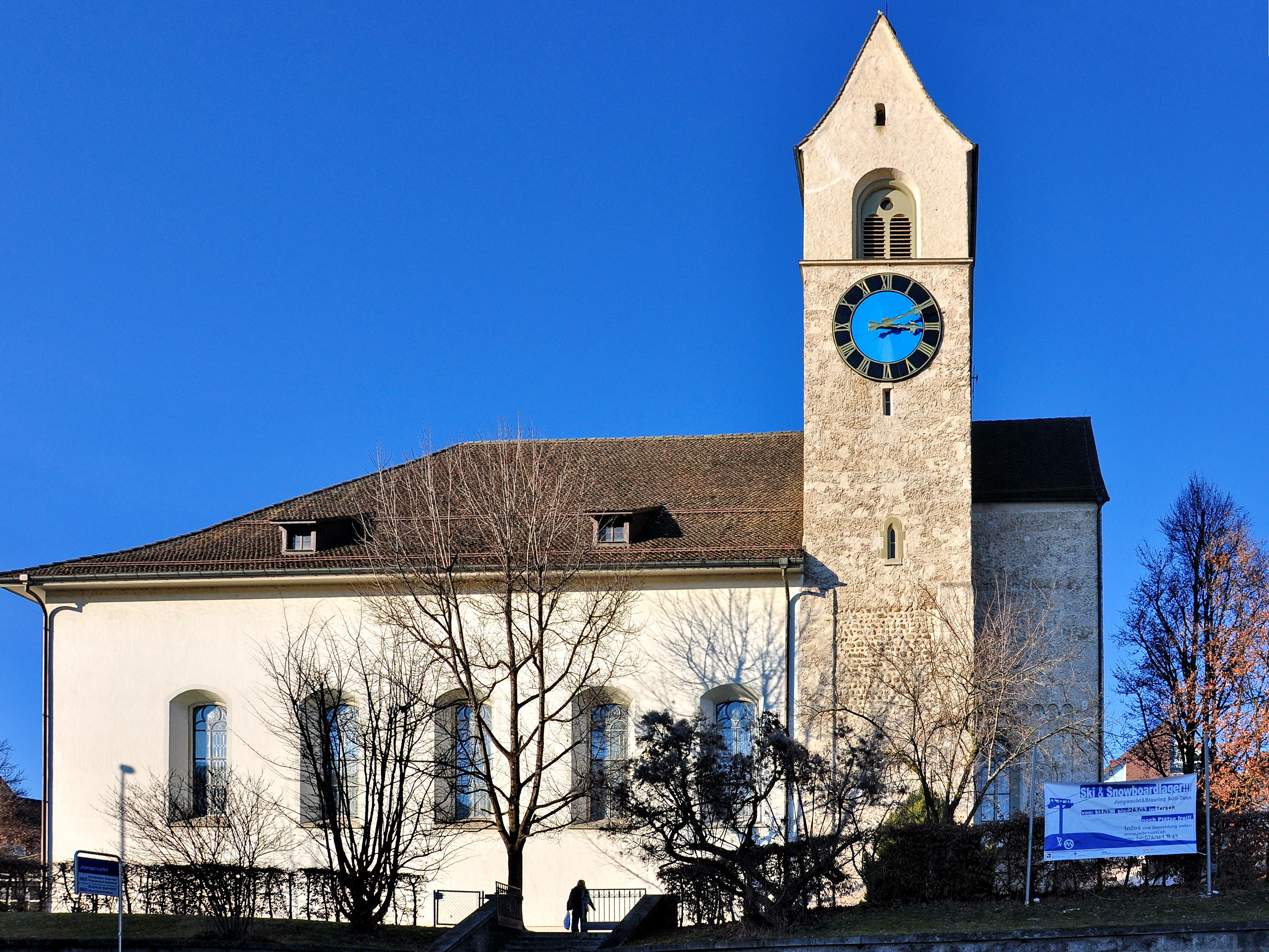
La chiesa riformata

- Chiesa riformata, già chiesa abbaziale, attestata dal 1209 e ricostruita nel 1771-1773[1];
- Abbazia di Rüti, fondata nel 1206-1209 e soppressa nel 1525[2].

## Società

### Evoluzione demografica
L'evoluzione demografica è riportata nella seguente tabella:
Abitanti censiti

## Infrastrutture e trasporti

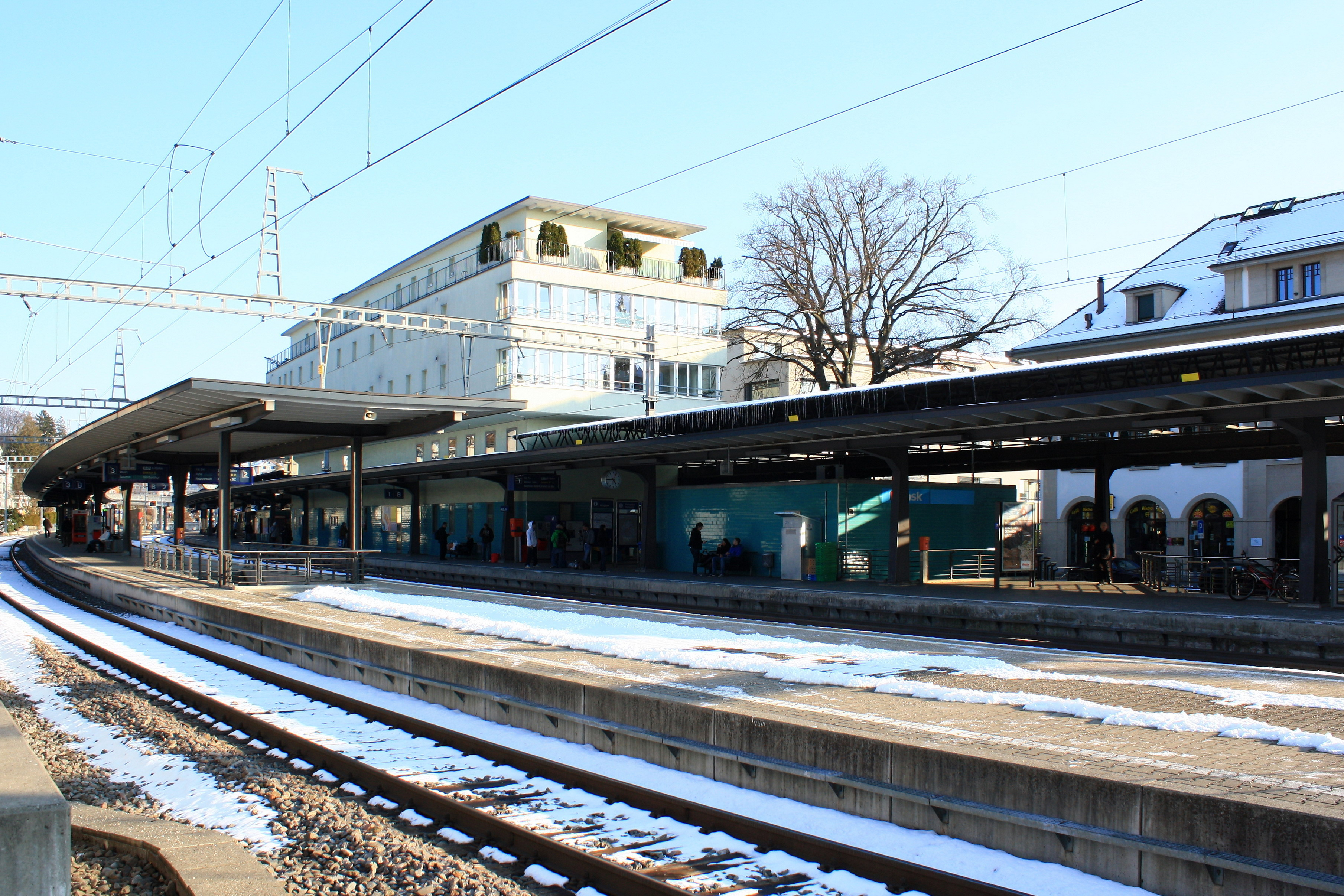
La stazione di Rüti ZH

Rüti è servito dalla stazione di Rüti ZH sulle ferrovie Wallisellen-Rapperswil e Tösstalbahn (linea S26 della rete celere di Zurigo).

## Amministrazione
Ogni famiglia originaria del luogo fa parte del cosiddetto comune patriziale e ha la responsabilità della manutenzione di ogni bene ricadente all'interno dei confini del comune.